# Zoralkia
 (février 2021).
Si vous disposez d'ouvrages ou d'articles de référence ou si vous connaissez des sites web de qualité traitant du thème abordé ici, merci de compléter l'article en donnant les références utiles à sa vérifiabilité et en les liant à la section « Notes et références ».
Zoralkia est un compositeur new age, producteur, interprète, et sound designer.

## Travaux
Connu en tant qu'arrangeur depuis 1990, il participe à la réalisation de nombreux albums pop rock avant de connaitre une notoriété plus importante au sein des compositeurs de new age de France, en intégrant le Top artistes Français dans le genre Ambiance sur Myspace music .
Zoralkia collabore depuis plusieurs années avec certains artistes tels que Pierre Cardin ainsi que le sculpteur de cristal optique Yan Zoritchak pour la création de musiques destinés à illustrer les œuvres de ces derniers.
Il suit un parcours pop, rock, variété et new age, influencé par Vangelis et Ennio Morricone, le rock, la musique symphonique, pop et électronique. Il compose et expérimente ses sons et ses musiques sur des groupes de psychothérapie.
En introduisant dans ses compositions des sons destinés à modifier les états de conscience, il partage le paysage musical new age français avec Logos, Fabrice Tonnelier, Damien Dubois, Jean-Marc Sthaele et Michel Pépé, même si celui-ci est le seul à avoir expérimenté ses albums avec des psychothérapeutes comme Gilles Guattari ou Drouot.
Zoralkia s'oriente davantage aujourd'hui vers une musique intégrant une certaine recherche et sons avant-gardistes.

## Sources et références
1. ↑  Site Myspace topartists